# Оленячий ріг (геральдика)
Ріг оленя — негеральдична фігура в геральдиці. Оленячий ріг найбільш відомий як символ Вюртемберга, де його можна знайти на численних муніципальних гербах. У цьому контексті роги оленів також можна знайти в логотипах виробника автомобілів Porsche та футбольного клубу Штутгарт.

## Значення та поширення

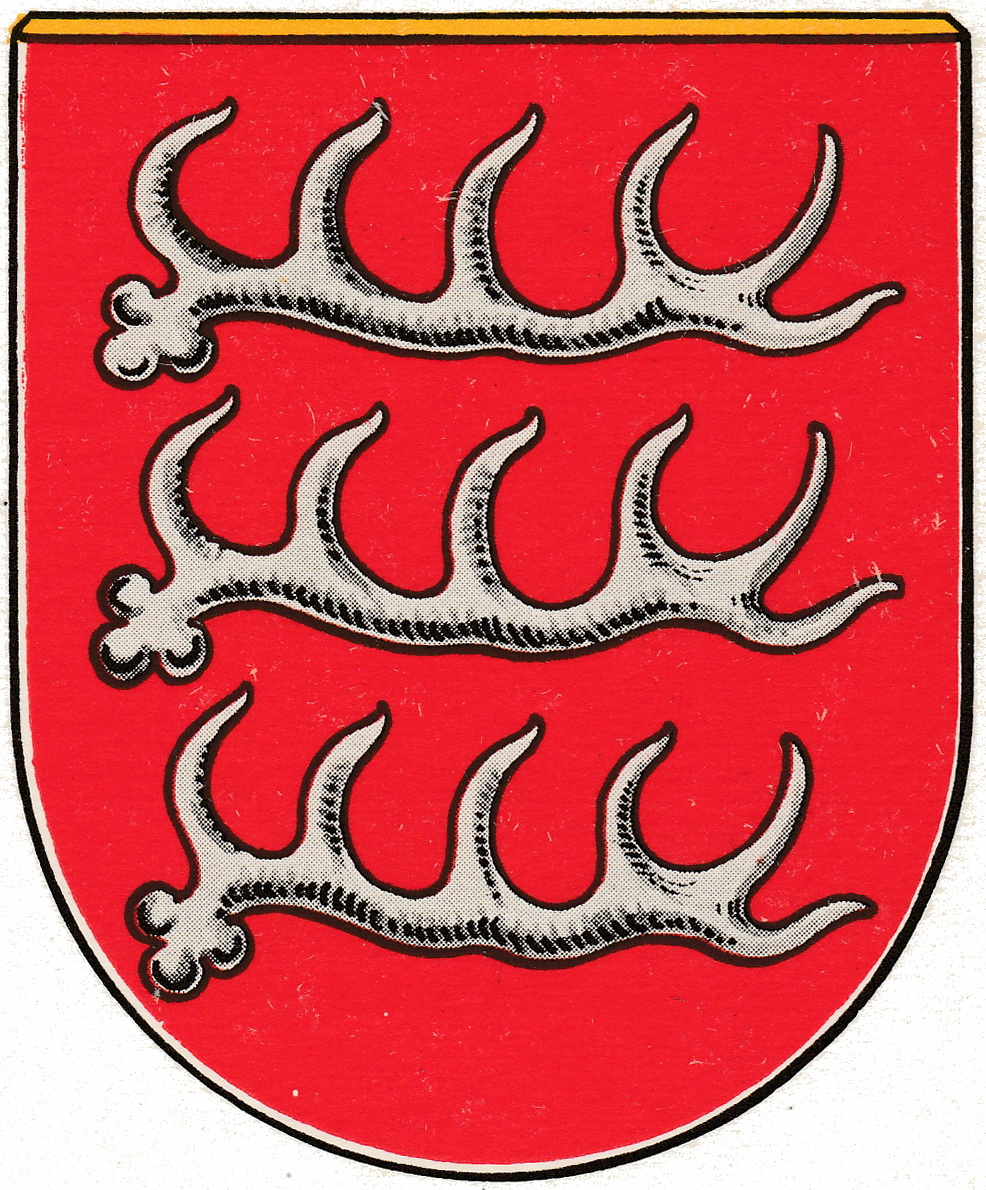
Дайнзен

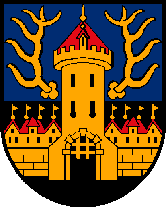
Оттенсгайм: ринок і полювання

Оленячі роги були включені в герби з різних причин. Оскільки олень є дичиною, оленячий ріг може виступати як символ полювання чи великої кількості дичини (як pars pro toto), у більш сучасному розумінні також як символ незайманої природи. Крім того, як промовистий герб, він може символізувати назву, яку він означає, наприклад, шляхетський рід Гіршбергерів з Герцлаке в Емсланді (Герц походить від Гірша). Олень як геральдична тварина у всіх своїх розмірах також потрапив у геральдику. У Кірхгундемі у Вестфальському Зауерланді, супроводжувані вольфсангелем, вони також символізують велику кількість благородних оленів у місцевих лісах. У Дайнзені в Лейнебергланді герб походить від графів Шпігельбергів. Місця, що перебували під гегемонією саксонсько-богемського шляхетського роду Біберштейнів, також мають оленячий ріг. Бланкенбург (Гарц) також походить від місцевого графівсього роду. У Вадерні вони зазвичай символізують сільське господарство. Марсберг-Мергоф посилається на це, а також на багатство лісів у Зауерланді.

## Герб Вюртемберга та його зв'язки
На гербі Вюртемберга було зображено три чорних оленячих роги, що лежать один на одному в золотому полів. Цей символ, вперше задокументований на зображенні печатки 1228 року, ймовірно, був виготовлений Вюртемберзьким домом наприкінці ХІІ століття. Герб був прийнятий наприкінці 13 століття, коли граф Гартман одружився з донькою-спадкоємицею графів Верінгенів. На їхньому гербі також були зображені три оленячі роги, які мали інші кольори: червоні в золотому щиті на першому кольоровому зображенні в 1330 році. Графи Нелленбурги, які також були пов'язані з родиною Верінгернів, мали на своєму гербі три блакитні оленячі роги.

Вюртемберги
Верінгени
Нелленбурги

Разом з тим, як територія Вюртемберга поступово розширювалася, а графи ставали герцогами, а згодом королями, герб Вюртемберга було розширено, через включення додаткових полів. Вперше це сталося в 1447 році, щоб включити герб Барбів з Мемпельгарда. Однак оленячі роги, які вважалися родинним гербом, зберігали чільне місце в усіх змінах, навіть після падіння монархії. На сучасному гербі Баден-Вюртемберга оленячі роги з'являються лише в короні великого державного герба, але оленя використано як щитотримача.

### Вюртемберзькі оленячі роги
Три оленячі роги спочатку також були гербами деяких важливих міст Вюртемберга, таких як: Бакнанг, Зіндельфінген, Тутлінген і Вайблінген, хоча ці міста пізніше створили відмітну рису для своїх гербів, вибравши інший відтінок або поділ щита. Як знак приналежності до Вюртемберга роги оленя також з'являлася окремо, іноді як єдина фігура щита (наприклад, у Геппінгені чи Мюнзінгені), але частіше як аксесуар (наприклад, в гербах Асперга, Пфуллінгена або Вальденбуха). Навіть після того, як Вюртемберг був поглинений нинішньою землею Баден-Вюртемберг, роги оленя з'явилися — тепер уже в історизаційній манері — на численних новостворених муніципальних гербах, за допомогою яких відповідні громади хотіли висловити свої традиційні зв'язки з Вюртембергом (приклад: Бад-Болль). Особливо поширеним є використання одного рогу чорного оленя в голові золотого щита, наприклад, на гербі Кірхгайм-унтер-Тека або Фройденштадта. Зазвичай геральдична фігура розташована так, що корінь рогу вказує вправо (геральдично), а кінець вліво; положення, перевернуте дзеркалом, має бути спеціально зазначено в гербі, наприклад, в гербі Альбштадта. На гербі Тюбінгена в клейноді шолома зображено два роги оленя. Вони є відмінною рисою від герба міста Беблінген, зображення щитів з яким однакове.

Сьогодні загалом на 90 муніципальних гербах Баден-Вюртемберга та на восьми районних гербах зображені оленячі роги як символ приналежності до Вюртемберга. За межами Баден-Вюртемберга роги оленя можна знайти, серед іншого, на гербах ельзаських міст Рикевір і Андольсайм, які використовувалися до кінця XVIII століття, оскільки частина правління Райхенвейєра та графства Горбург були під владою Вюртемберга, також у недовгому гербі Нижньосілезького округу Оельс, в якому представлена гілка роду Вюртемберг-Оельс, а також у нинішньому гербі польської громади Покуй (нім. Bad Carlsruhe, названа на честь герцога з цієї бічної лінії).

Айхталь
Альбштадт
Асперг
Бакнанг
Блаубойрен
Бад-Болль
Дорнштеттен
Айслінген
Фройденштадт
Геппінген
Кірхгайм-унтер-Тек
Мюнзінген
Нюртінген
Пфуллінген
Райхенбах-ан-дер-Фільс
Зіндельфінген
Тюбінген
Тутлінген
Вайблінген
Вальденбух
Карлсруе (район)
Ремс-Мур (район)
Цоллернальб (район)

### Верінгенські оленячі роги
Основна лінія графів Верінгенів, які в основному володіли землями в районі долини Лаухерт, вимерла в 1415 році. Нині про них нагадують роги благородного оленя на гербах Ферінгенштадта та Лангененслінгена, а також, ймовірно, на гербі Гаммертінгена. Олень на гербі Трохтельфінгена нагадує Верінгенів і Вюртембергів.

Крім того, оленячі роги Верінгенів були використані в колишньому муніципальному гербі міст Бензінгена, Біллафінгена, Рідетсвайлера та Ферінгенштадта в старому районі Зігмарінгена, якийточно відповідав гербу графів Верінгенів.

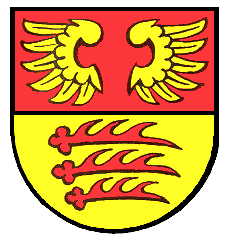
Бензінген
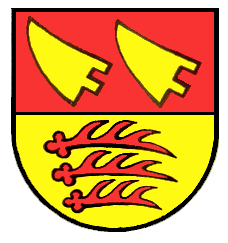
Білафінген
Гаммертінген
Лангененслінген
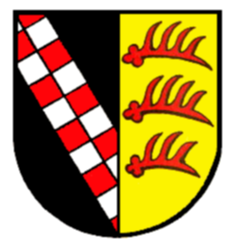
Рідетсвейлер
Трохтелінген
Верінгендорф
Верінгенштадт

### Нелленбурзькі оленячі роги
Ландграфство Нелленбург зі столицею в Штоках занепало в XV столітті. Спочатку воно потрапило до рук лордів Тенгена, потім до Верхньої Австрії. З 1810 року належало Бадену. Сьогодні сині оленячі роги на муніципальних гербах Штокаха, Айгельтінгена, Гайлінгена-на-Гохрайні (перевернуті кольори), Мюлінгена, Орзінген-Ненцингена, Штайслінгена та Еммінген-Ліптінгена нагадують про ландграфство, як і ті, що на гербі округу Констанца; Глаттфельдена (Швейцарія). Блакитний олень на муніципальному гербі Менхвайлера (округ Шварцвальд-Баар) нагадує не Нелленбургів, а Вюртембергів.

Герб ландграфства Нелленбург
Айгельтінген
Гайлінгена-на-Гохрайні
Мюлінген
Орсінген-Нензінген
Штайслінген
Штокач
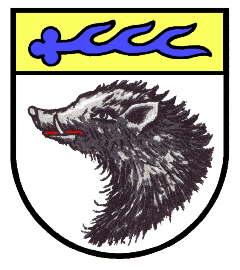
Штоках-Зізенхаузен
Еммінген-Ліптінген
Район Констанц
Глаттфельден

## Оленячі роги поза зв'язком з Вюртембергом
Витоки шляхетського герба «Роґаля» сходять до 1109 року, коли, за переказами, при поверненні з походу в Померанію польського короля Болеслава Кривоустого під час привалу для відпочинку і полювання в районі села Раські (Raski) на нього напав дикий буйвіл. Лицар Біберштейн, що стояв поряд з королем, перехопив буйвола, зловивши його за один ріг, і повалив на землю. Як нагорода за врятування життя короля лицар отримав право мати на своєму родовому гербі зображення рогу буйвола в парі з рогом оленя.
У золотому полі червоний ріг оленя з п'ятьма (чотирма — в родині Момот) відгалуженнями ліворуч, у клейноді такий же ріг. Намет золотий, підбитий червоним - шляхетський герб Біберштейн. Бартош Папроцький в Гнізді чесноти подає, що цей герб відомий в Польщі вже з 1094 року як герб Фридерика Біберштейна, який за правління князя Владислава I Германа спричинився до багатьох звитяг й був неодноразово нагороджений ним. Інші джерела свідчать, що в 1310 році цей герб на польських землях започаткував Ян Біберштейн, будучи на службі у князя Генрика III Глоговського. Рід Біберштейнів прибув до Польщі з Сілезії, куди їх предки прибули з Майсенської марки, а перед тим, в свою чергу, прибули зі Швейцарії. В Німеччині це прізвище також часто згодується.
Герб оленя є на гербі українського міста Рогатин. Головне зображення на рогатинському гербі, яке було завжди там присутнє, — оленячий ріг, як і назва міста «Рогатин», апелюють до легенди, згідно з якою велетенський олень-рогач начебто вивів з лісу дружину руського князя Ярослава Осмомисла, що заблукала на полюванні, а на тому місці, звідки вона вийшла, і було засноване місто Рогатин.

Рогаля (герб)
Біберштейн (герб)
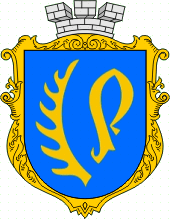
Герб Рогатина